# Odontomyia aequalis
Odontomyia aequalis är en tvåvingeart som först beskrevs av Walker 1861.  Odontomyia aequalis ingår i släktet Odontomyia och familjen vapenflugor. Inga underarter finns listade i Catalogue of Life.